# Domenico Orsolino

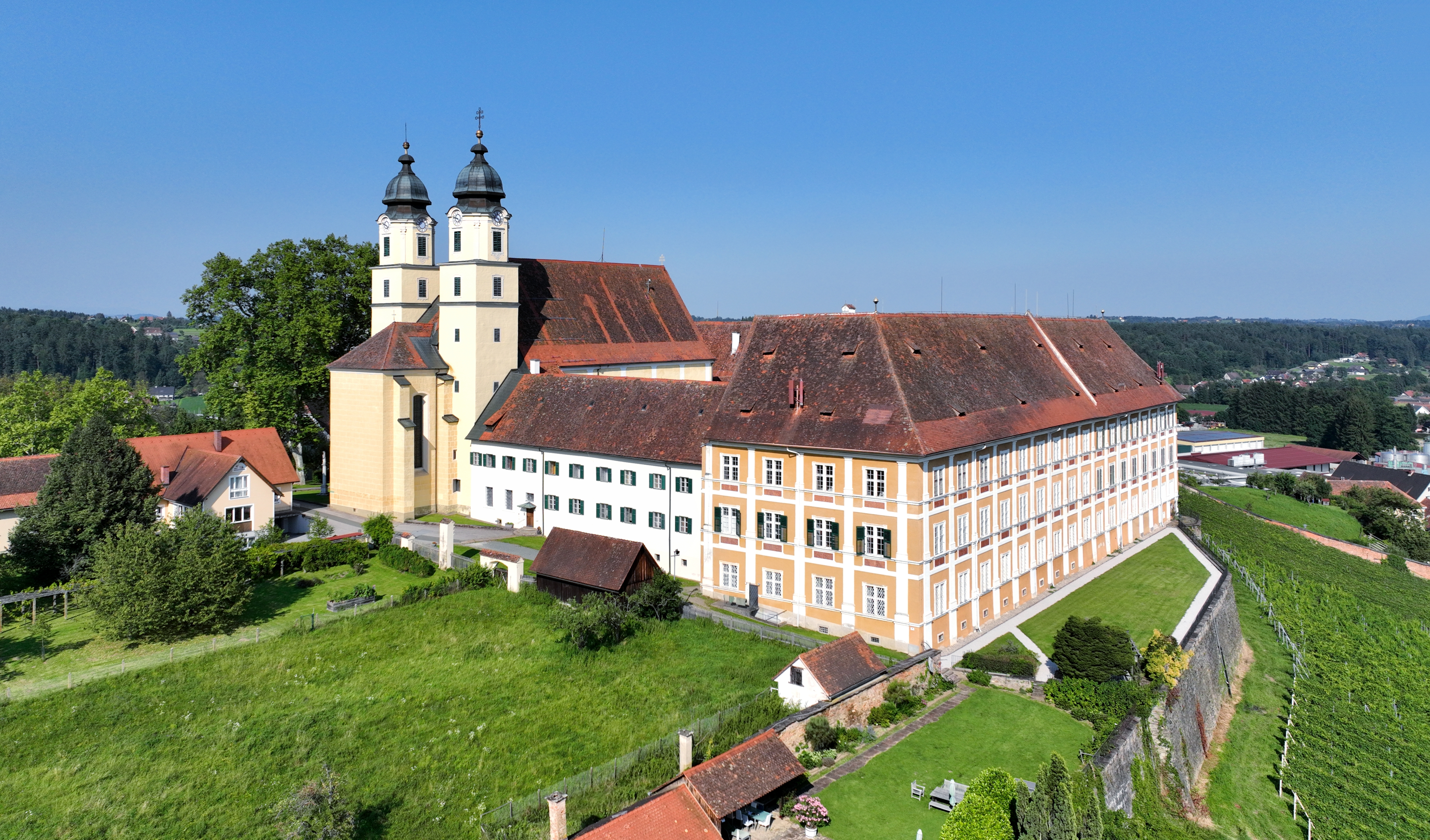
Augustiner-Eremiten-Kloster / Schloss Stainz

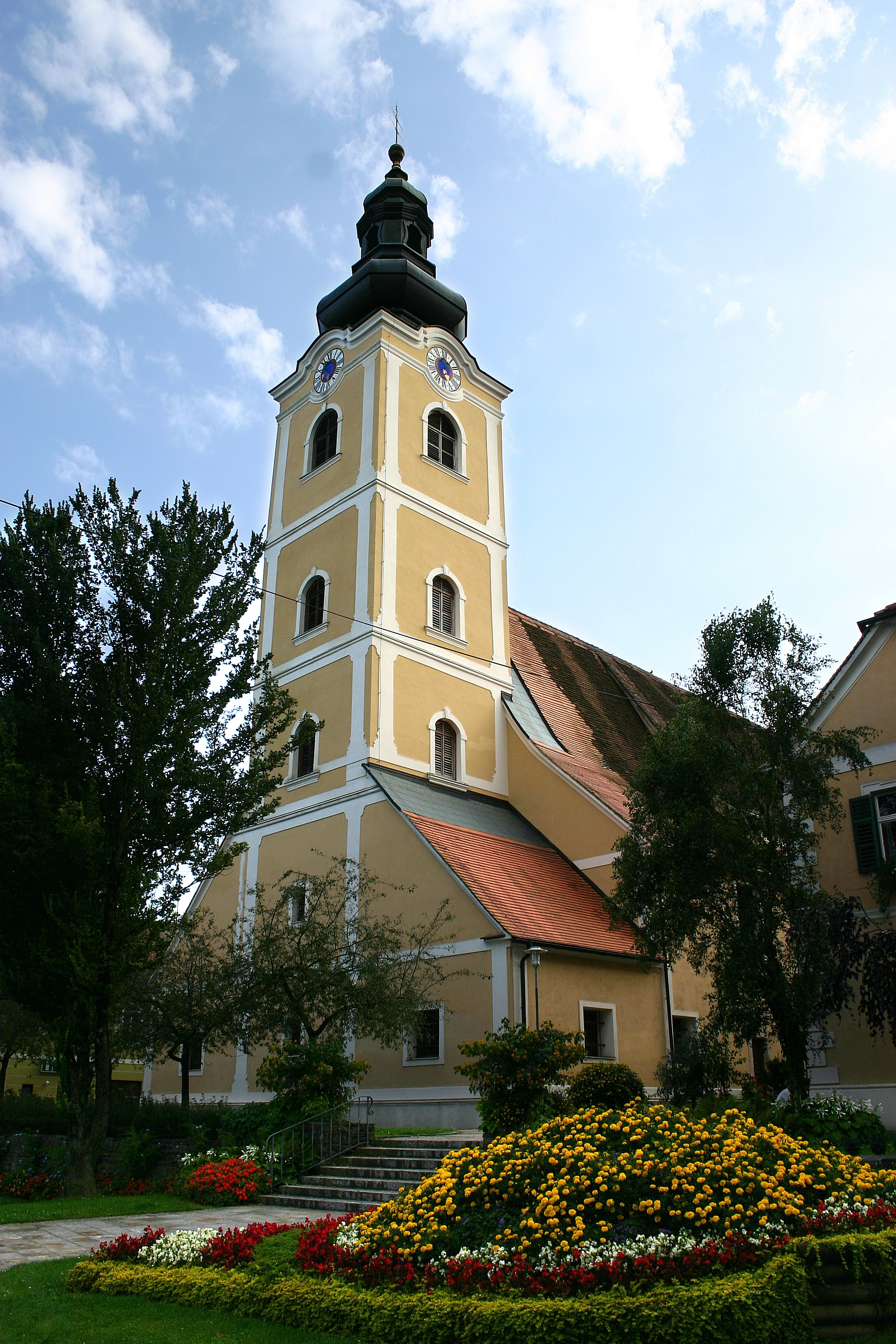
Pfarrkirche Bad Waltersdorf

Domenico Orsolino (auch Orsolini, * um 1648 in Lockenhaus, Burgenland; † 16. November 1700 in Graz) war ein Maurermeister und Grazer Stadtbaumeister.

## Leben und Werke

### Baumeisterfamilie
Domenico wurde in eine Maurer- und Baumeisterfamilie geboren, die von der Lombardei nach Wien, Westungarn, in die Steiermark zugewandert war. Den Wiener Architekt Giovanni Battista Orsolino beauftragte Graf Ádám Batthyány 1636 mit der Leitung seiner Bauten. Domenicos Vater Maurermeister Pietro Orsolino plante und baute um 1655 für Graf Franz III. Nádasdy und gründete 1662 in Lockenhaus eine eigenständige Maurerzunft.

#### Lockenhauser Maurerzunft
1662 begann für Domenico die Aufdingung zum Maurerlehrling, Lehrmeister war sein Vater. Die Freisprechung zum Gesellen erfolgte 1667.

### Erstmalige Anwendung dieser Fassadendekoration in der Steiermark
Die Fassade eines Gebäudes durch die Anordnung geometrischer Felder, die in Putz vertiefte verschiedenste Zierformen aufweisen, zu schmücken. Dies ist in der Steiermark erstmals durch den Schweizer Baumeister Domenico Sciassia (1599/1603–1679) am Westtrakt des Benediktinerklosters St. Lambrecht nachzuweisen.

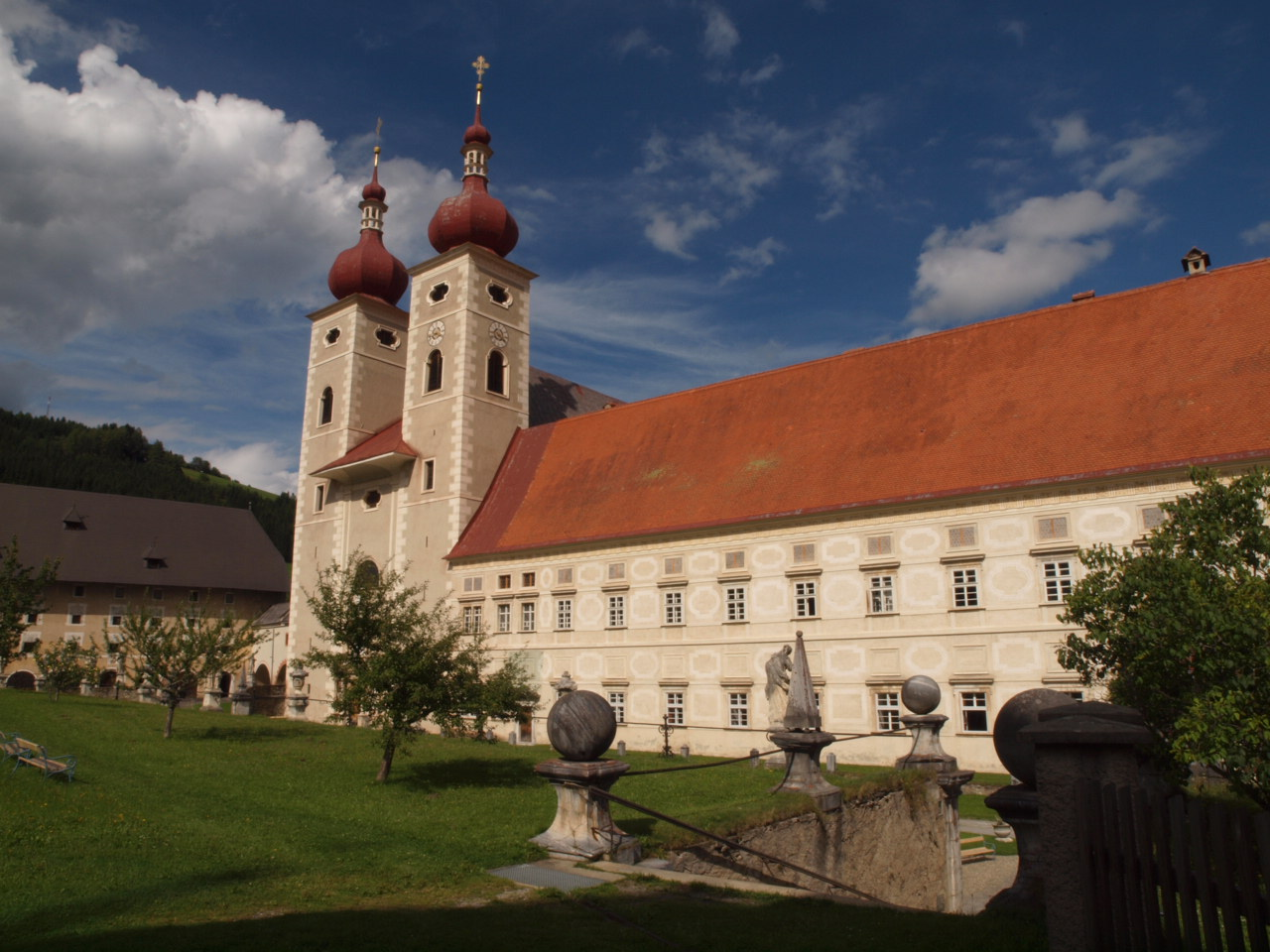
St. Lambrecht mit damals neuartiger Westfassade
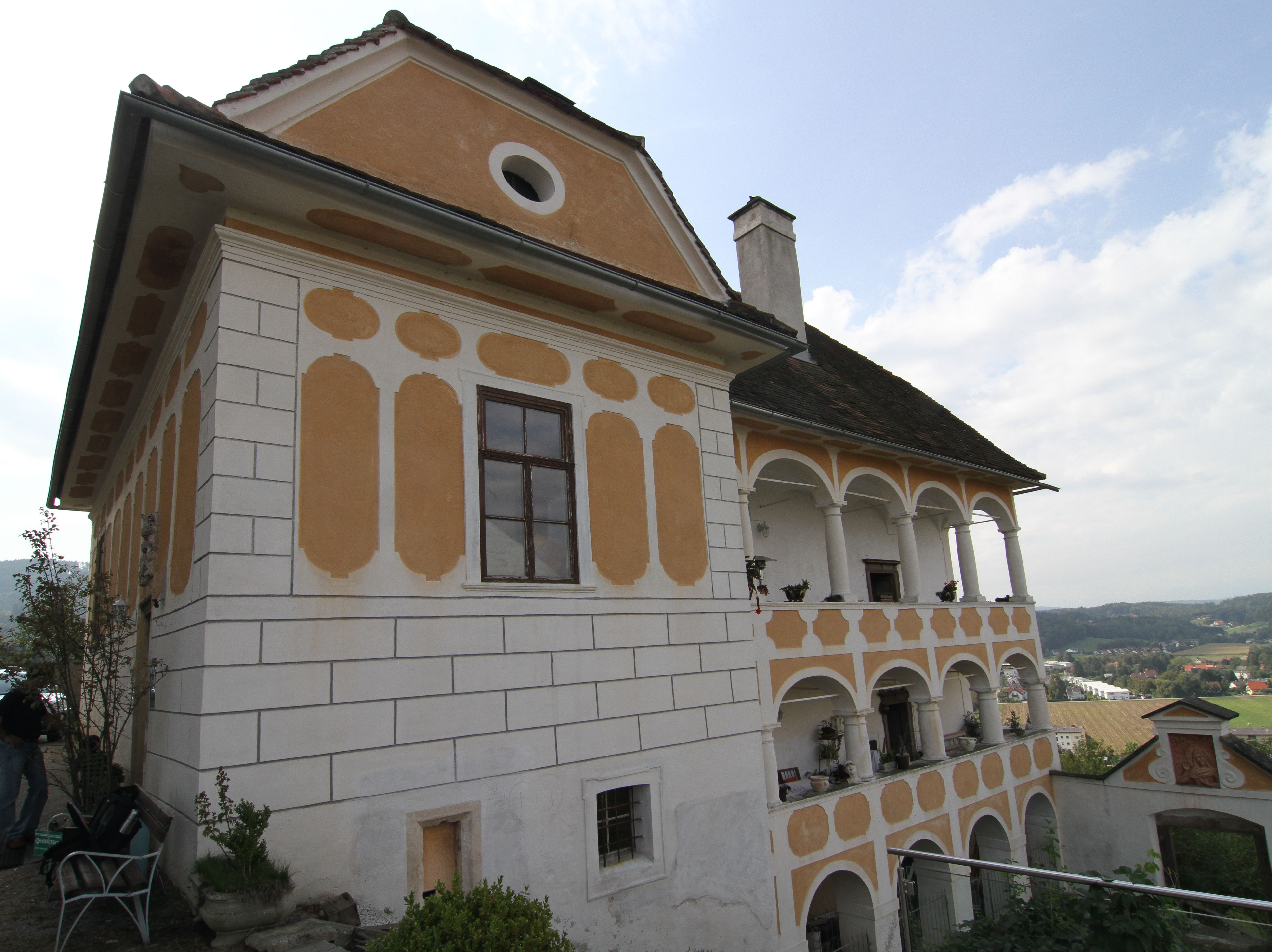
Benefiziatenhaus Maria Straßengel

Die Grazer Hofbaumeister Domenico Orsolino und Bartholomäus Ebner (um 1645–1716), sozusagen als Sciassias Schüler, setzten bei ihren Palaisbauten und Bürgerhäusern diese Fassadendekoration häufig ein.

### Landschaftlicher Maurermeister – Stadtmaurer
Franz Isidor Carlone († 1684) hatte die begehrte Stellung des „Landschaftlichen Maurermeisters“ (1666 bis 1684), der für die Bauten der steirischen Stände von den Verordneten bestellt wurde, und auch das Amt des „Stadtmaurers“ inne. Beide Positionen gingen nicht an den Sohn Joachim Carlone über, die Verordneten bestimmten Domenico Orsolino. Nach seinem Tod, im November 1700, folgte dann Joachim Carlone nach.

### Stift Stainz
Das Augustiner-Chorherrenstift Stainz wurde ab 1600 barock umgestaltet. Die Umbauarbeiten an der Stiftskirche dauerten von 1667 bis 1700, dazu wurden bekannte Künstler und Baumeister, wie Carlo Formentini, Domenico Orsolino und Domenico Solari an den Bau gerufen.

### Pfarrkirche Waltersdorf
Die Pfarrkirche Waltersdorf, der Hl. Margaretha gewidmet, wurde um 1130 erbaut und mehrmals zerstört. Neubau der Kirche von Domenico Orsolino in den Jahren 1689–1690. Auch der Turm sollte erneuert werden, der Maurermeister Johann Reiter von Fürstenfeld erhielt den Auftrag. Baufehler brachten den Turm 1692 zum Einsturz.
Letztlich veranschlagte Orsolino für die nunmehr notwendige Erneuerung der Kirche 200 fl, die des Turmes mit 800 fl ohne Materialien und Arbeit; für sich selbst 1.500 Gulden. Einem Brief von 1697 ist zu entnehmen, „dass der Thurn in ein so zürlich als bestendigen standt“ gesetzt worden war.

### Grazer Stadtbaumeister

#### Grazer Dreifaltigkeitssäule
Zur Abwendung der Pest wurde 1680 eine Dreifaltigkeitssäule gelobt, allein der vorgesehene Raum, die Einmündung der Sackstraße zum Hauptplatz, war zu beengt und belebt, so genügte anfangs eine hölzerne Säule. Das Werk begann im stets angestauten Wasser zu faulen, die Stadtbaumeister Bartlmä Ebner und Domenico Orsolini erstellten ein Gutachten, eine Kommission der Stadt beschloss, die Straße zu regulieren, die Gruppe auf solidem Fundament erhöht zu postieren.

#### Grazer Reitschule – Bereiterhaus und Stallung
1624 beschlossen die steirischen Stände die Errichtung einer Reitschule für ihre Söhne, dies geschah 1647. 1686 baute Maurermeister Domenico Orsolino ein Bereiter–Haus mit einer Stallung für 17 Pferde dazu.

#### Graz Innere Stadt Raubergasse 3
Fassade mit turmartigem Risalit auf Pfeilern, Putzfelderzier, Domenico Orsolini zugeschrieben, um 1674.

#### Sackstraße 28 Herrenhaus
Dieses Herrenhaus aus dem 16. Jahrhundert ist 1688 durch Zusammenlegen zweier Häuser entstanden. Aus dieser Zeit sind die Fassade mit geometrischer Putzfelderzier und das rustizierte Korbbogen-Steinportal erhalten. Art Domenico Orsolinos ?

#### Hauptplatz 12
Umbau 1691, Orsolino zugeschrieben, der Laubwerkstuck von 1700 Antonio Terugi zugeschrieben.

#### Färbergasse 5
Fassade mit Putzfelderzier, von Domenico Orsolini?

## Bilder einiger Grazer Fassadendekorationen

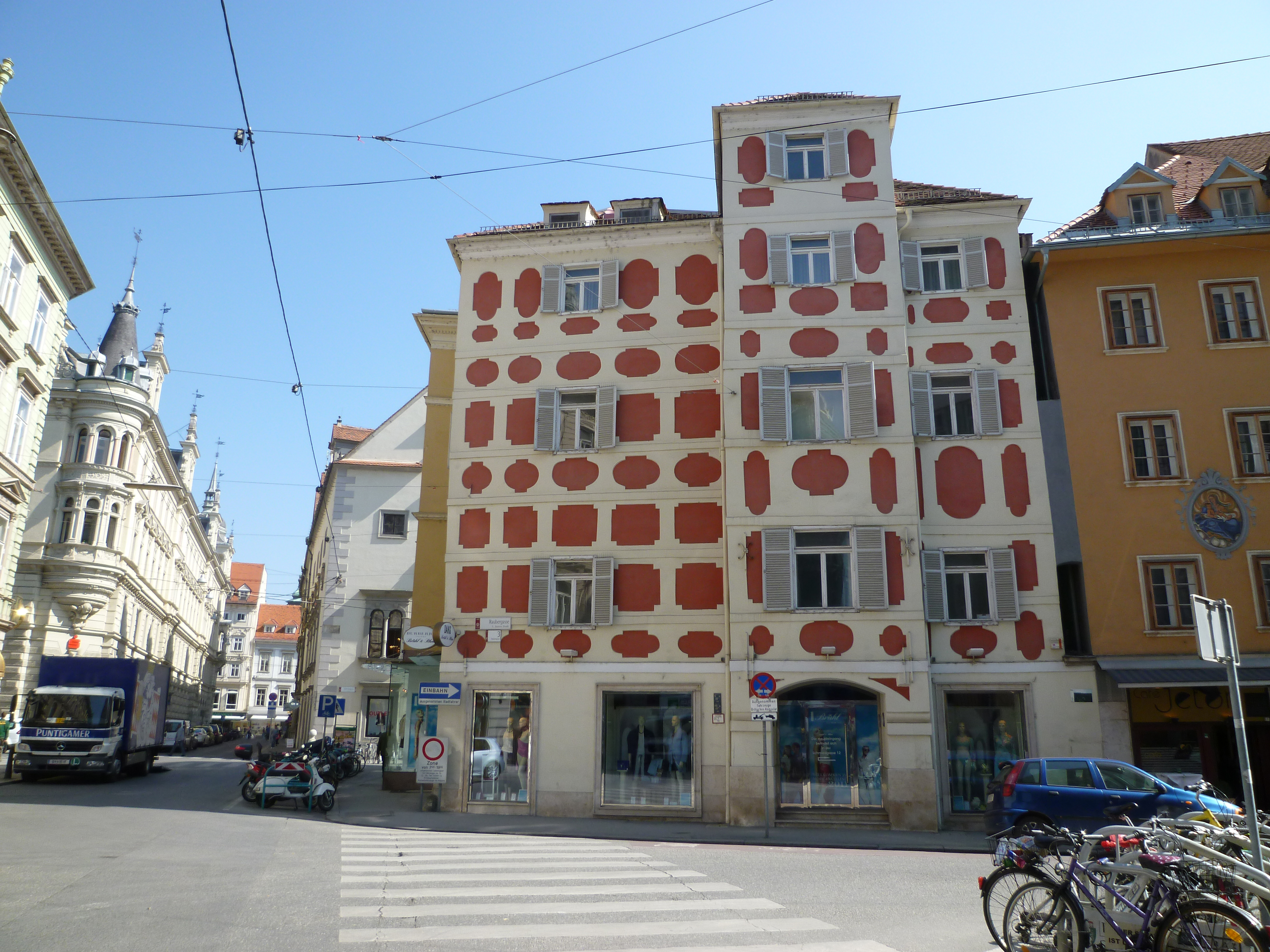
Raubergaee 3 1674 Umbau, Fassade?
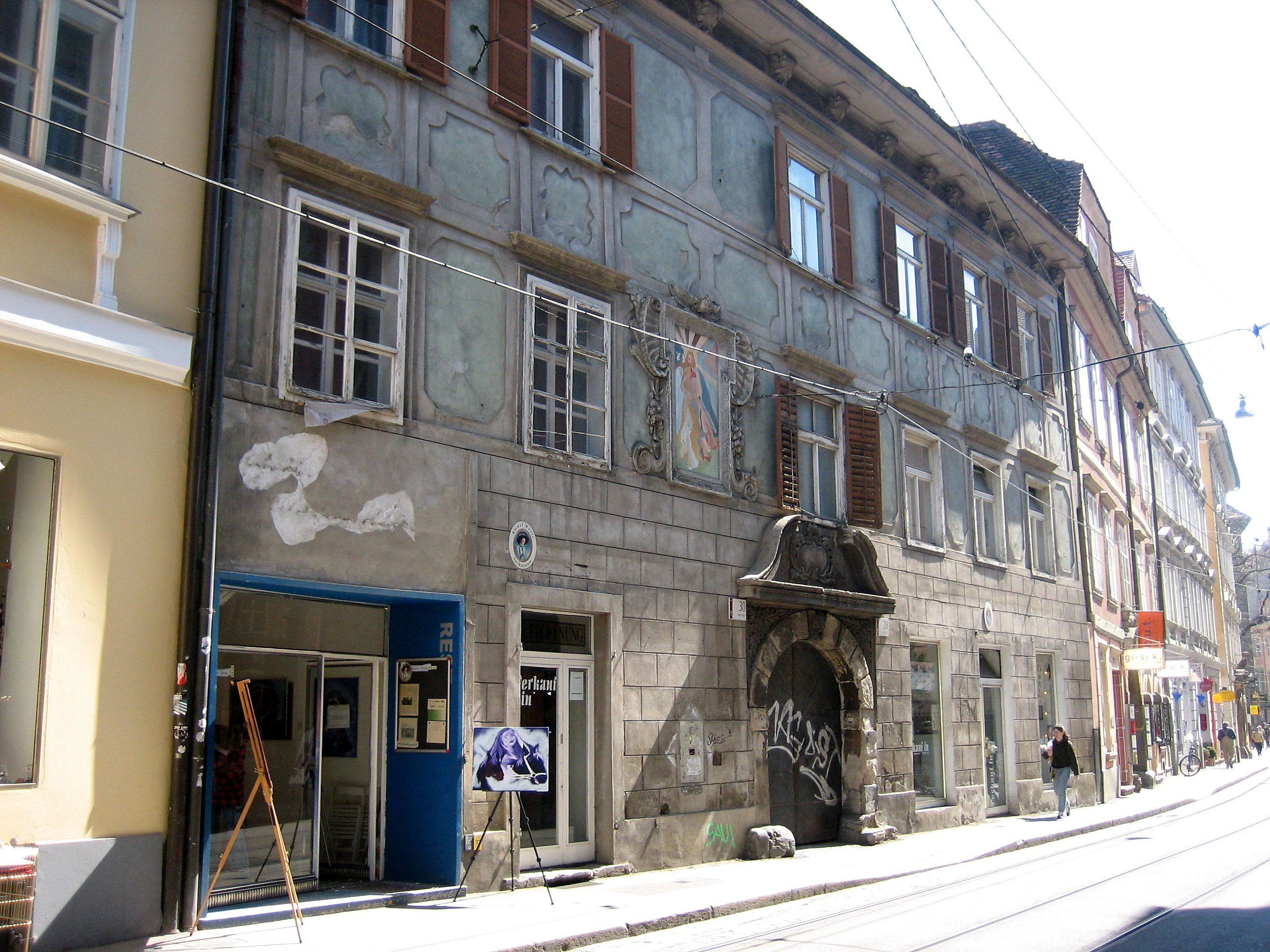
Sackstraße 28 Fassade Portal, Dehio mit „?“
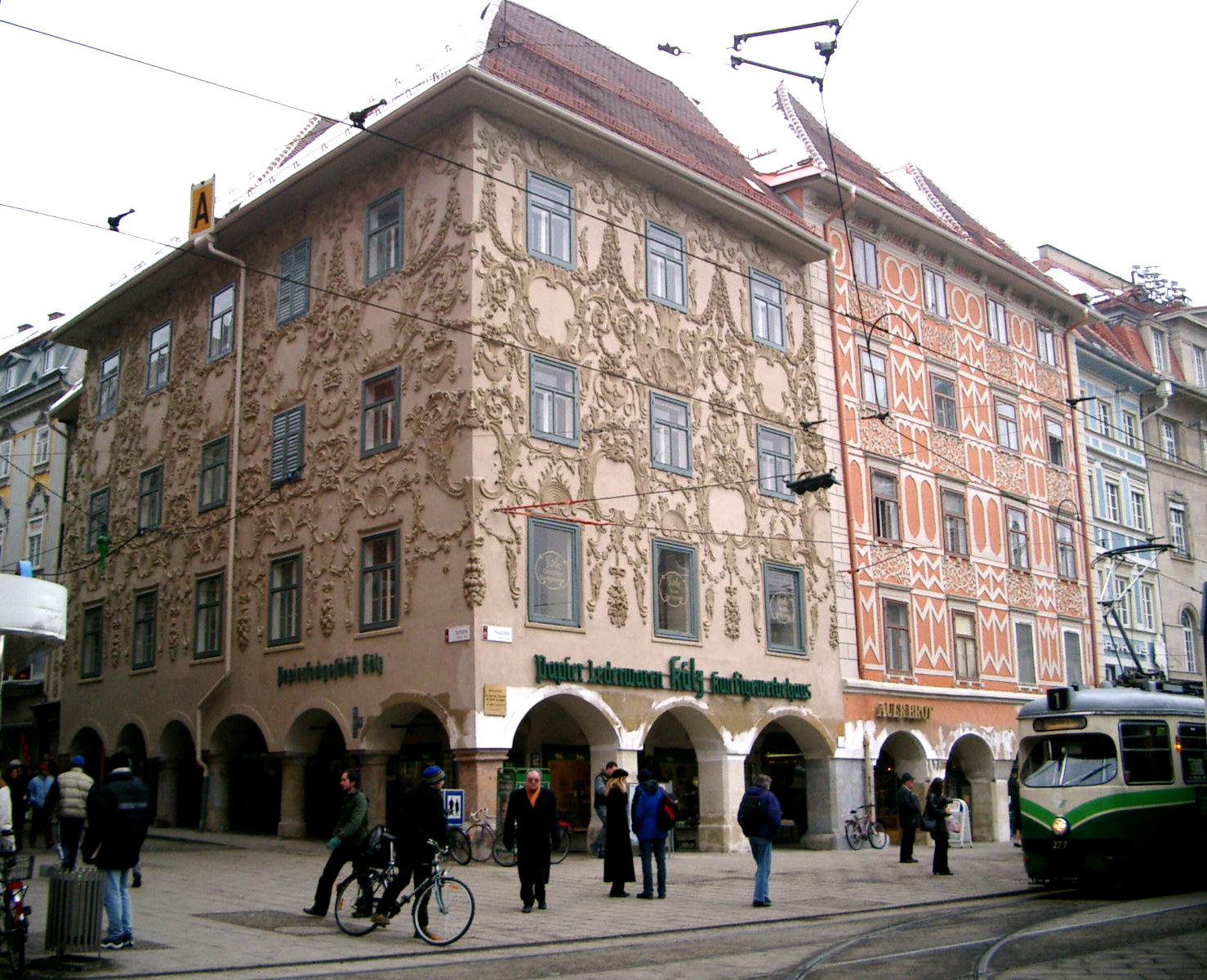
Hauptplatz 11, 12 Fassade
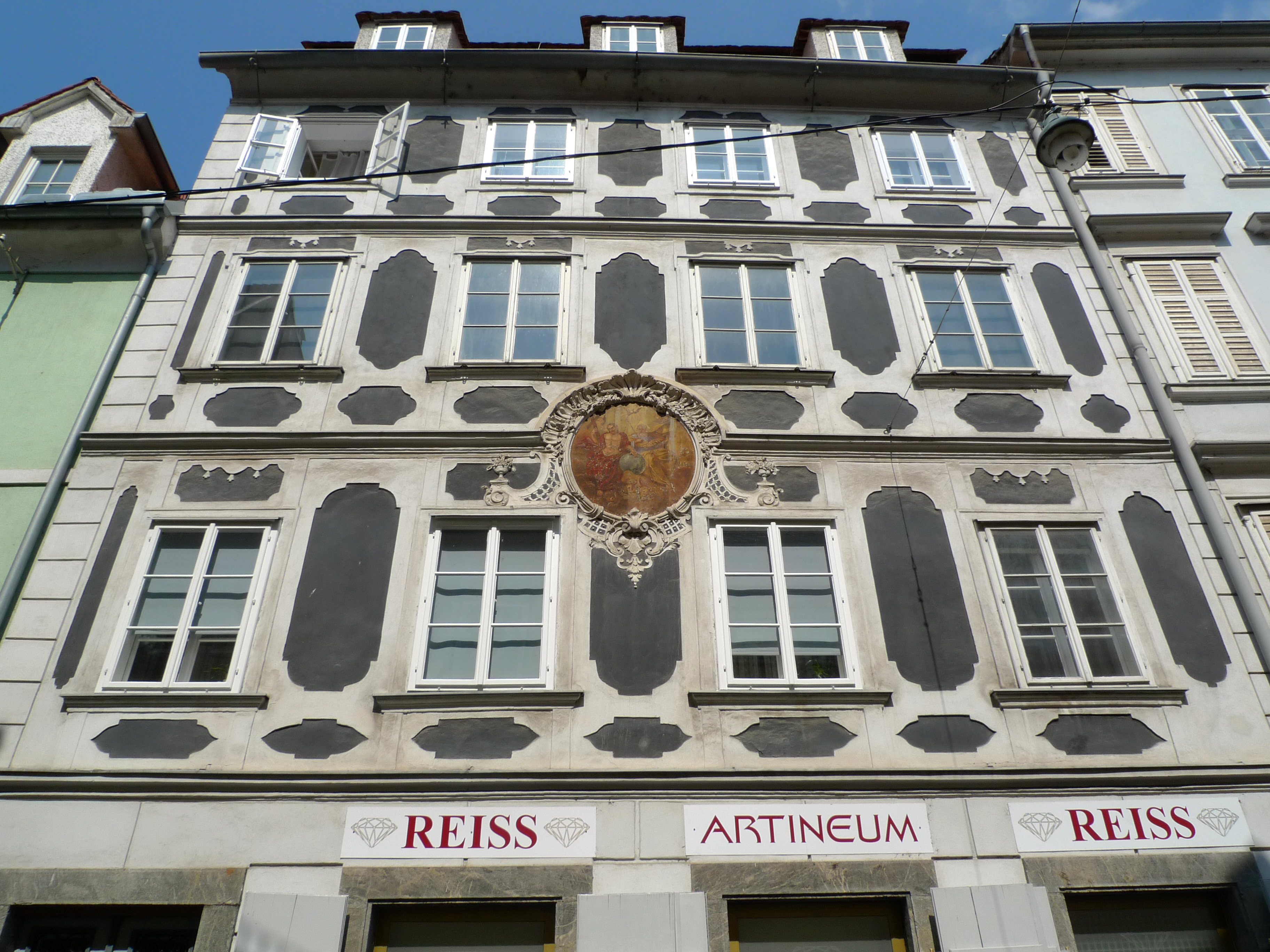
Färbergasse 5 Fassade